# Frederick Claude Stern
Frederick Claude Stern (1884 - 1967) foi um botânico inglês.
A sua especialidade foi o estudo família de plantas Paeoniaceae, e seu principal kivro sobre o assunto é A Study of the Genus Paeonia, publicado em 1946.

## Publicações
- Paeony species. J. of the Royal Horticultural Society of London 56: 71-77 1931.
- A Chalk Garden. Ed. Faber & Faber, Londres. 175 pp. ISBN 0-571-10189-5 1975.
- Snowdrops and snowflakes : a study of the genera Galanthus and Leucojum. Ed. Royal Horticultural Society. 128 pp. 1956.